# Ингельфинген
Ингельфинген (нем. Ingelfingen) — город в Германии, в земле Баден-Вюртемберг. 
Подчинён административному округу Штутгарт. Входит в состав района Хоэнлоэ.  Население составляет 5691 человек (на 31 декабря 2010 года). Занимает площадь 46,48 км². Официальный код  —  08 1 26 039.
Город подразделяется на 7 городских районов.